# Cal Cavaller (Ascó)
Cal Cavaller és una obra del municipi d'Ascó (Ribera d'Ebre) inclosa en l'Inventari del Patrimoni Arquitectònic de Catalunya.

## Descripció
Situat a la plaça de Cal Cavaller, al centre històric d'Ascó. Gran casal amb una casa adossada de manera que tapa mitja façana, amb la qual formen la plaça. Consta de soterrani, planta baixa, dos pisos i golfes, i té la coberta a dues vessants amb el carener perpendicular a la façana. El frontis es compon de tres eixos d'obertures, amb el portal d'arc escarser adovellat amb motllures al centre. A la clau hi ha un escut heràldic amb una pomera ben carregada de fruits amb la llegenda "SALVATOR DISOLVIT". Sota la casa, alineat la porta principal, hi ha un perxe que era una de les portes de la Vila. Els pisos superiors s'obren amb finestrals d'arc pla i d'arc rebaixat arrebossats, alguns amb sortida a un balcó. L'acabat exterior és la pedra vista, amb restes de l'arrebossat de fang que revestia la façana. Al carrer de dalt hi ha una porta de servei que comunica, per unes escales de pedra medievals, a la porta construïda al mur que separava la Vila de Dins, morisca, de la Vila de Fora, cristiana, on estava situada Cal Cavaller. Unes escales amb molts esgraons comuniquen una porta amb l'altra pel carrer. L'entrada principal té tres arcs de pedra que donen a l'ampla escala feta amb rajoleta catalana, verda i blanca. Tres arcades més existeixen a l'últim pis, en acabar-se l'escala.

## Història
Durant la reconquesta, Ramon Berenguer IV va donar aquesta casa, que era del moro Alí Abizamit, a Guillem de Sadaó, el primer dimarts de juny de 1152. L'any 1631, Felip IV, ennoblí la casa de Cal Cavaller en la persona de Bertomeu de Salvador. Va ser bombardejada entre els anys 1936 i 1939, quan se'n destruí l'oratori particular que tenia dedicat a Sant Antoni. La part malmesa va ser reconstruïda pel Sr. Manuel Beguer, espòs de la pubilla, la Sra. Maria de Salvador y de Ayguavives.